# Cervicești-Deal
Cervicești-Deal – wieś w Rumunii, w okręgu Botoszany, w gminie Mihai Eminescu. W 2011 roku pozostawała niezamieszkana.